# Gemma Jones
Gemma Jones, egentligen Jennifer Jones, född 4 december 1942 i London, är en brittisk skådespelare. Hon är dotter till skådespelaren Griffith Jones och syster till skådespelaren Nicholas Jones.

## Filmografi (i urval)
- 1971 – Djävlarna – Madeleine de Brou
- 1987 – Kommissarie Morse (TV-serie) – Anne Staveley
- 1991 – Böjelser och begär (TV-serie) – Alice Mair
- 1994 – Maktens höjder (TV-serie) – Jane Moreton
- 1994 – Kommissarie Wycliffe (TV-film) – Sara Glynn
- 1995 – Julipassionen – Mrs. Wainwright
- 1995 – Förnuft och känsla – Mrs. Dashwood
- 1996 – Vargkvinnan – Jane Garth
- 1997 – Jane Eyre (TV-film) – Mrs. Fairfax
- 1997 – Ett opassande jobb för en kvinna. En sista omfamning (TV-serie) – Julia Hampson
- 1997 – Wilde – Lady Queensberry
- 1998 – The Theory of Flight – Anne
- 1999 – Kapten Jack – Eunice Pickles
- 1999 – Onda avsikter (TV-serie) – Beatrice Kyle
- 1999 – Fallet Winslow – Grace Winslow
- 2000 – Longitud (TV-film) – Elizabeth Harrison
- 2001 – Bridget Jones dagbok – Pam, Bridgets mor
- 2001 – Från himlen intet nytt – Nancy
- 2002 – Harry Potter och Hemligheternas kammare – Madam Pomfrey
- 2002 – Morden i Midsomer (TV-serie) – Maisie
- 2003 – Fem små grisar – Miss Williams
- 2003 – Shanghai Knights – drottning Victoria
- 2004 – På spaning med Bridget Jones – Bridgets mor
- 2005 – Från andra sidan – Mrs. Folder
- 2010 – Du kommer att möta en lång mörk främling
- 2011 – Harry Potter och dödsrelikerna – Del 2 – Poppy Pomfrey
- 2011 – Hysteria
- 2015 – Saknad, aldrig glömd (TV-serie)
- 2016 – Bridget Jones's Baby – Pamela Jones
- 2019 – Rocketman – Mormor Ivy
- 2022 – Emily – Aunt Branwell
- 2025 – Bridget Jones: Mad About the Boy – Pamela Jones